# ツバルの国章
ツバルの国章（ツバルのこくしょう）には盾とリボンが描かれている。盾の縁は8つのバナナの葉と8つの法螺貝で装飾されている。盾の中には青空とマニアパと呼ばれる集会場、そして波を模した青と金色の帯が描かれている。リボンにはTUVALU MO TE ATUA（全能の神のためのツバル）と記されている。これは国歌の名前にも採用されている。
1995年から1997年にかけて採用されていた国旗には国章が描かれていたが、不人気だったため前の国旗に戻された。現在の国旗には国章は描かれていない。